# Cercerini
Tribu
Les Cercerini sont une tribu d'insectes hyménoptères de la famille des crabronidés.
Selon NCBI (18 octobre 2021), elle comprend les genres suivants :
- Cerceris
- Eucerceris